# قانون اساسی کویت
قانون اساسی کویت (به عربی: دستور الكويت)، مهمترین قانون کشور امیرنشین کویت است؛ که در سال ۱۹۶۱–۱۹۶۲ تنظیم شد و در ۱۱ نوامبر سال ۱۹۶۲ توسط عبدالله سالم الصباح نخستین امیر کویت به امضا رسید. این قانون اساسی در ۱۷۳ اصل به همراه ۱۰ اصل در باب احکامی عمومی و احکامی موقت می‌باشد، که در مجموع ۱۸۳ اصل را تشکیل داده است.